# Euphyia squalida
Euphyia squalida är en fjärilsart som beskrevs av Butler 1879. Euphyia squalida ingår i släktet Euphyia och familjen mätare. Inga underarter finns listade i Catalogue of Life.